# Delligsen
Delligsen település Németországban, azon belül Alsó-Szászország tartományban. Lakosainak száma 7617 fő (2023. december 31.). Delligsen Coppengrave és Alfeld községekkel határos.

## Népesség
A település népességének változása:
| Lakosok száma | 7897 | 7844 | 7832 | 7681 | 7673 | 7617 |
|               | 2016 | 2017 | 2019 | 2021 | 2022 | 2023 |